# SBS 헤드라인 뉴스
《SBS 헤드라인 뉴스》(SBS HEADLINE NEWS)는 대한민국 SBS에서 토요일 밤 11시 50분에 방송되었던 SBS의 토요일 심야 단신뉴스 프로그램이다.

## 방송 시간
- 1992년 12월 1일 ~ 1993년 10월 14일 / 1994년 2월 7일 ~ 1994년 4월 14일 : (월요일 ~ 목요일 밤 9시 45분 ~ 9시 50분 ; 5분)
- 1993년 10월 18일 ~ 1994년 2월 4일 : (평일 밤 9시 45분 ~ 9시 50분 ; 5분)
- 1994년 4월 18일 ~ 1994년 4월 21일 : (월요일 ~ 화요일 밤 9시 50분 ~ 9시 55분 ; 5분 / 수요일 ~ 목요일 밤 9시 45분 ~ 9시 50분 ; 5분)
- 1994년 4월 23일 ~ 1994년 10월 23일 : (월요일 ~ 화요일 밤 9시 50분 ~ 9시 55분 ; 5분 / 수요일 ~ 목요일 밤 9시 45분 ~ 9시 50분 ; 5분 / 주말 밤 10시 50분 ~ 10시 55분 ; 5분)
- 1994년 10월 24일 ~ 1995년 2월 26일 : (월요일 ~ 화요일 밤 9시 50분 ~ 9시 55분 ; 5분 / 수요일 ~ 목요일 밤 9시 45분 ~ 9시 50분 ; 5분 / 토요일 밤 10시 50분 ~ 10시 55분 ; 5분 / 일요일 밤 11시 35분 ~ 11시 40분 ; 5분)
- 1995년 2월 27일 ~ 1995년 6월 18일 : (월요일 ~ 화요일 밤 9시 50분 ~ 9시 55분 ; 5분 / 수요일 ~ 목요일 밤 9시 45분 ~ 9시 50분 ; 5분 / 토요일 밤 10시 50분 ~ 10시 55분 ; 5분 / 일요일 밤 11시 40분 ~ 11시 45분 ; 5분)
- 1995년 6월 19일 ~ 1995년 6월 25일 : (월요일 밤 9시 50분 ~ 9시 55분 ; 5분 / 수요일 ~ 목요일 밤 9시 45분 ~ 9시 50분 ; 5분 / 토요일 밤 10시 50분 ~ 10시 55분 ; 5분 / 일요일 밤 11시 40분 ~ 11시 45분 ; 5분)
- 1995년 6월 26일 ~ 1995년 6월 30일 : (평일 밤 9시 45분 ~ 9시 50분 ; 5분 / 토요일 밤 10시 50분 ~ 10시 55분 ; 5분 / 일요일 밤 11시 40분 ~ 11시 45분 ; 5분)
- 1995년 7월 1일 ~ 1995년 10월 22일 : (토요일 밤 10시 50분 ~ 10시 55분 ; 5분 / 일요일 밤 11시 40분 ~ 11시 45분 ; 5분)
- 1996년 3월 9일 ~ 1996년 4월 1일 : (토요일 밤 11시 50분 ~ 11시 55분 ; 5분 / 월요일 새벽 12시 ~ 12시 5분 ; 5분)
- 1996년 4월 6일 ~ 1996년 5월 25일 : (토요일 밤 11시 50분 ~ 11시 55분 ; 5분)

## 같이 보기
- SBS의 뉴스 프로그램
- SBS 나이트라인
- SBS 뉴스 (주말)